# 이승우 변호사의 사건파일

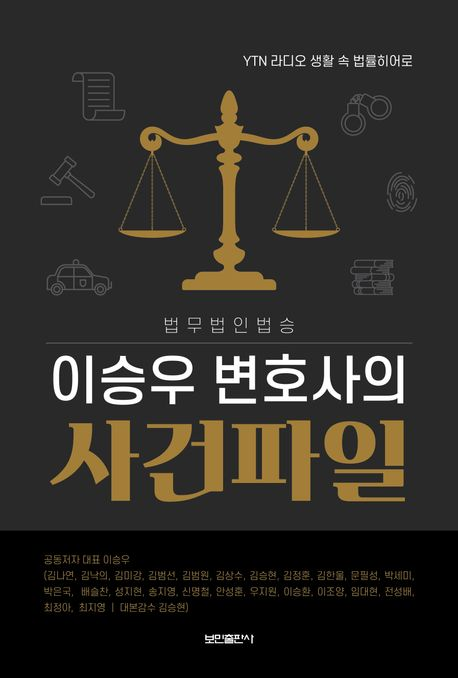
「이승우 변호사의 사건파일」은 형사, 행정, 손해배상 등 여러 분야의 전문 변호사들이 실생활에서 흔히 접할 수 있는 생활 속 법률지식을 라디오를 통해 전달했습니다. 뜨거운 반응을 보여주시는 청취자분들을 보면서 내용을 출간하면 더 많은 분들에게 도움을 드릴 수 있을 것이라 생각하였습니다.

《이승우 변호사의 사건파일》은 YTN 라디오 생활 속 법률히어로에서 진행했던 내용을 토대로 이승우 변호사가 집필한 대한민국의 법학 도서로 2024년 03월 22일 출시되었다. 총 220쪽으로 이루어져 있으며 30개 법학 관련 실제 사건을 바탕으로 정리되어있다.
《이승우 변호사의 사건파일》은 형사, 행정, 손해배상 등 여러 분야의 전문 변호사들이 실생활에서 흔히 접할 수 있는 생활 속 법률지식을 라디오를 통해 전달했습니다. 뜨거운 반응을 보여주시는 청취자분들을 보면서 내용을 출간하면 더 많은 분들에게 도움을 드릴 수 있을 것이라 생각하였습니다.
음주운전, 보이스피싱, 학교폭력, 개인회생 등 우리에게 쉽게 찾아올 수 있는 생활과 밀접한 사건들을 위주로 가장 관심도가 높았던 상위 30개의 사건을 엮었습니다. 어려운 법률지식을 쉽고 친근하게 풀어내 생활 속 법률정보를 생생하게 전달하였습니다.
형사사건, 행정사건, 손해배상사건을 담당하는 현직 변호사들도 청취하는 「이승우 변호사의 사건파일」, 이제 법적인 어려움을 해결해줄 생활 속 법률히어로, 이승우 변호사와 함께 떠나볼 시간입니다.

## 작가정보

### 이승우 변호사
- 법무법인 법승 대표 변호사 (서울사무소, 부산사무소 책임 변호사)
- 대한변호사협회 등록 형사전문변호사
- 대한변호사협회 등록 도산전문변호사
- 서울가정법원 소년보호 사건의 국선보조인
- 서울대학교 법학 전문대학원 최고지도자과정(30기)
- 국방신문 병영 법률 GOP
- 수사연구, 최신형사판례 칼럼

### 법률히어로(공동저자)
- 김미강, 김상수, 김승현, 문필성, 박세미, 박은국, 성지현, 송지영, 안성훈, 이승환, 임대현, 전성배, 최지영 외 11명

## 목차
1. 우울증 앓다 스스로 목숨 끊었다면, 보험금 받을 수 있나?
2. 사기 연루될 우려 높은 ‘내구제 대출’ 주의보!
3. 음주운전 법원의 선처는 재범 기회 아냐
4. 공용현관도 주거침입죄 인정?
5. 나도 모르게 보이스피싱 가담… 처벌받을까?
6. 한 해 소년범 1만 명, 촉법연령 낮추면…?
7. 성적 의도 없이 한 성희롱도 ‘통매음’으로 처벌된다!
8. 가정폭력 남편 살해한 아내 집행유예… 왜?
9. 루나, 테라 사건 사기죄로 처벌 가능
10. 호기심에 한 ‘랜덤채팅’, ‘미성년자 성범죄’에 연루되었다면?
11. 청바지 뒤태 사진만 5천 장… 대법판결은?
12. 의료사고 CCTV 안 줄 땐 이것부터 확보
13. 불황기 채권회수 팁은?
14. 닿지도 않았는데 뺑소니? 무조건 하차
15. “왜 월급 안 줘요?” vs. “회사가 어려워서”… 법적 대응한다
16. 조두순, 이영학, 강호순 공통점? ‘동물학대’
17. 노예놀이? 끔찍한 그루밍 성범죄
18. “핸드폰으로 때리면 특수폭행… 소화기는 단순폭행?”
19. 억울한 학교폭력 처분, 불복과 시정 절차는?
20. 십 년간 외손녀 성폭행 할아버지, 가중처벌은…
21. 마약과의 전쟁, 우리나라 마약사범 처벌 수위는?
22. 우리나라에서 동물학대는 솜방망이 처벌?
23. 중대재해처벌법 첫 실형, 산업재해 손해배상은?
24. 13년간 양육비 안 준 무책임 배우자에게 양육비 받으려면
25. 여름철 늘어나는 몰래카메라 범죄, 대응방법은?
26. 성범죄 무고 증명하려 녹음? 오히려 증거로…
27. SNS로 접근해 돈 뜯어내는 ‘로맨스스캠’
28. 아직도 갈 길 먼 동물보호법
29. 여수 졸음쉼터 살인사건의 미스터리
30. 허벅지에 돌을 쾅, 여수 졸음쉼터 살인사건

“보이스피싱 범죄조직에서 한 명의 전화상담원이 하루에 200명 정도의 잠정 피해자들에게 연락을 돌리는데, 그중에서 사실 두세 명만 기망행위에 속는다고 하여도 보통 1인 이체한도인 600만 원에서부터 수천만 원에 달하는 금액을 편취할 수 있기 때문에 조직 입장에서는 소위 가성비가 좋아서 지속적으로 신종수법을 개발하고 있는 것입니다.”
“드라마 ‘소년심판’이 화제되기 전까지는 우리 사회에서 소년범죄가 이슈되는 경우는 강도, 성폭행 등 강력범죄와 연루되었을 때인데요. 가령 2018년 인천에서 발생했던 인천 여중생 성폭행 사건과 2020년 대전에서 발생한 훔친 렌트카 차량으로 운전을 하던 촉법소년들이 아르바이트 배달을 하던 대학생을 치어 숨지게 한 사건이 대표적입니다. 이러한 사례들은 실제로 드라마 ‘소년심판’에서도 다루어지기도 했습니다.”
“최근 코인광풍이 불면서 가상자산 투자를 미끼로 원금 이상의 수익을 보장하겠다는 등 유사수신행위 또는 폰지사기가 크게 성행하고 있는데요. 인허가나 등록 없이 원금 이상의 지급을 약정하면서 불특정 다수인으로부터 투자금을 유치하는 행위는 유사수신행위로 분류되어 해당 법률에 따라 형사처벌의 대상이 되기 때문에 고수익의 이자나 원금을 보장하는 투자에 대하여 현혹되지 않도록 주의해야 합니다.”
“의료사고라는 것은 누구든지 당할 수 있는 사고입니다. 혹여 의료사고를 당했다면 신속하게 의무기록을 확보하는 것이 필요하며, CCTV가 있다면 이를 확보하는 것이 중요합니다. 의무기록 같은 경우는 병원이 제공을 거부하면 의료법상 형사처벌이 되기 때문에, 비교적 제공을 쉽게 받을 수 있습니다.”

## 출판사 서평
이승우 변호사는 1976년생으로, 2005년 사법시험에 합격한 뒤, 2008년부터 형사 사건을 담당해온 베테랑 변호사입니다. 형사 변호의 현장에서 얻은 깊은 경험과 통찰을 바탕으로, 이 변호사는 일반 중산층 시민들이 질 높은 형사 전문 변호사를 찾기 어려운 현실을 개선하고자 2013년 법산법률사무소를 개소하였습니다. 이곳에서는 형사 전문 변호사를 조직적으로 양성함으로써, 피의자와 피고인의 인권이 수사 단계부터 보호받을 수 있도록 노력해왔습니다.
특히 경찰 조사 참여의 중요성을 인식하고, 이를 제대로 이행하지 않는 관행에 맞서 싸우면서, 사법 시스템 내에서의 인권 보호를 강화하는 데 기여하였습니다. 이승우 변호사는 이러한 문제가 서울뿐만 아니라 지방에서 더욱 심각함을 인식하고, 2016년에는 법무법인 법승을 설립하여 전국적으로 형사 전문 변호사를 양성, 피의자의 인권을 전방위적으로 보호하는 데 앞장섰습니다. 그러나 2020년 검경수사권조정 이후 변화된 수사환경은 이승우 변호사에게 피의자의 인권과 피해자의 인권이 모두 균형을 이루어야 한다는 새로운 과제로 느껴졌습니다.
그는 이 과제를 해결하기 위하여 2021년 봄 라디오 방송을 선택하였고, ‘이승우 변호사의 사건파일’이라는 YTN 라디오 프로그램을 통해, 법률 지식과 형사 사건에 관한 다양한 정보를 쉽고 이해하기 쉬운 방식으로 일반 대중에게 전달하였습니다. 청취자들의 궁금증을 명확하고 접근하기 쉬운 방식으로 해결하려는 그의 노력은, 법률을 시민들의 상식과 연결시키려는 그의 깊은 신념에서 비롯됩니다. ‘이승우 변호사의 사건파일’은 그의 경험, 지식, 그리고 변호사로서의 열정을 담은 저서로, 이 책을 통해 독자들은 형사 법률 문제에 대한 심도 있는 이해를 얻을 수 있을 것입니다. 이승우 변호사는 계속해서 사법 시스템 내에서 인권 보호의 중요성을 강조하고, 모든 시민이 공정하고 정의로운 법의 보호를 받을 수 있도록 헌신하고 있습니다.

2022년 4월 18일, 가평 계곡 살인사건을 주제로 YTN 라디오 〈이승우 변호사의 사건파일〉의 시작을 알렸다. 법적인 어려움을 해결해줄 사건파일을 처음 열어본 시간이다. YTN 사건파일 라디오를 진행하면서 청취자들이 가장 필요로 하는 법률적 주제와 사건을 다루며, 법적 어려움과 궁금증, 해결방법을 풀어냈다. 라디오의 뜨거운 반응과 YTN 라디오 홈페이지에 사건을 제보하는 청취자들을 보니, 나아가 라디오를 청취하지 않는 사람들에게도 언제 찾아올지 모르는 법률적 상식을 알리고자 생각하였다. 이는 책 「이승우 변호사의 사건파일」의 출간으로까지 이어졌다.
‘사건파일 다시듣기’ 가운데 조회수가 가장 높은 상위 30개의 사건을 엮어 도서를 출간하게 된 것이다. 생활 속 법률정보를 생생하고 쉽게 전달하는 것을 첫 번째 목적으로 하여, 음주운전, 보이스피싱, 학교폭력 등 우리에게 쉽게 찾아올 수 있는 생활과 밀접한 사건을 주로 다루었으며, 특정 인물 혹은 일시적인 이슈를 다룬 내용은 제외하였다. 이제 법적인 어려움을 해결해줄 생활 속 법률히어로, 이승우 변호사와 함께 떠나볼 시간이다.
1. ↑  이승우변호사 (2024년 03월 22일). 《이승우 변호사의 사건파일》. 보민출판사. 220쪽.